# Серый личинкоед
Серый личинкоед, или пепельный длиннохвостый личинкоед (лат. Pericrocotus divaricatus), — вид воробьиных птиц из семейства личинкоедовых (Campephagidae). Окраска серо-бело-черная, что отличает его от других личинкоедов.

## Распространение
Размножается в юго-восточной части Сибири, северо-восточном Китае, в Корее и Японии. В Южной Азии птица считается редкой. В материковой части Индии она впервые была отмечена только в 1965 году, хотя в 1897 сообщалось о её присутствии на Андаманских островах.

## Описание
Длина составляет 18,5—20 см.

## Поведение
Кормятся часто вместе с личинкоедами других видов, образуя для этого общие стаи. Мигрирует на самое большое среди всех личинкоедов расстояние.